# Jorge Nogueiro Gomes
Jorge Manuel Nogueiro Gomes (Bragança, 28 de Outubro de 1951), é um empresário e político português.

## Biografia
Filiado no Partido Socialista onde ocupou vários cargos de dirigente. Foi eleito deputado, e foi Secretário de Estado da Administração Interna, de 2015 integrando o XXI Governo Constitucional a 21 de Outubro de 2017.